# Кюллифор, Пьер
Пьер Кюллифор (фр. Culliford, Pierre, Брюссель, 25 июня 1928 — 24 декабря 1992), он же Пейо (фр. Peyo) — франкоязычный бельгийский художник, создатель комиксов о Смурфиках.

## Биография
Отец Пьера Кюллифора был англичанином, а мать — бельгийкой.
В 1984 году получил один из призов Международного фестиваля комиксов во Франции.
Пейо умер от сердечного приступа в канун Рождества 1992 года.